# Michał Żewłakow
Michał Żewłakow (Varsó, 1976. április 22. –) lengyel válogatott labdarúgó, hátvéd. Ő a legtöbb válogatottsággal rendelkező lengyel labdarúgó. Kétszeres belga bajnok (2003/2004-es és 2005/2006-os szezon) és háromszoros görög bajnok (2006/2007-es, 2007/2008-os és 2008/2009 szezon). Marcin Żewłakow lengyel válogatott labdarúgó csatár ikertestvére.

## Pályafutása

### Lengyel válogatott
1999. június 19-én, Új-Zéland ellen mutatkozott be a lengyel labdarúgó válogatottban. A 2002-es és a 2006-os Világbajnokságra, valamint a 2008-as Európa-bajnokságra kvalifikációt szerzett válogatottnak is kerettagja volt. 2010. október 12-én az Ecuador elleni barátságos mérkőzésen érte el 101. válogatottságát, mellyel megelőzte az addig 100 mérkőzéssel holtversenyben csúcstartó Grzegorz Lato-t, a lengyelek legendás futballistáját. 2011. március 29-én a görögök elleni barátságos mérkőzéssel fejezte be válogatott karrierjét, melyben 102 alkalommal szerepelt és 3 gólt szerzett.

#### Góljai a válogatottban
| #  | Időpont             | Helyszín                            | Ellenfél     | Eredmény | Meccstípus             |
| -- | ------------------- | ----------------------------------- | ------------ | -------- | ---------------------- |
| 1. | 2001. március 28.   | Varsó, Lengyelország                | Örményország | 4–0      | Világbajnoki selejtező |
| 2. | 2007. február 7.    | Jerez de la Frontera, Spanyolország | Szlovákia    | 1–2      | Barátságos mérkőzés    |
| 3. | 2008. szeptember 6. | Wrocław, Lengyelország              | Szlovénia    | 1–1      | Világbajnoki selejtező |

## Külső hivatkozások
- Michał Żewłakow. 90minut.pl
- Michał Żewłakow. national-football-teams.com. [2017. március 25-i dátummal az eredetiből archiválva]. (Hozzáférés: 2017. június 5.)